# Rejon nowopskowski
Rejon nowopskowski – jednostka administracyjna w składzie obwodu ługańskiego Ukrainy.
Powstał w 1931. Ma powierzchnię 1600 km² i liczy około 33,5 tys. mieszkańców. Siedzibą władz rejonu jest Nowopskow.
W skład rejonu wchodzą 2 osiedlowe rady oraz 15 silskich rad, obejmujących w sumie 38 wsi.